# NS-Frauenschaft
La Nationalsozialistische Frauenschaft (traducibile in "Lega delle donne nazionalsocialiste" o "Organizzazione delle donne nazionalsocialiste"), spesso abbreviato NS-Frauenschaft  e anche nota con la sigla NSF, era l'ala femminile del partito nazista.

## Storia
Prima che venisse fondata la Lega delle donne nazionalsocialiste, la principale organizzazione femminile nazionalsocialista era la Deutscher Frauenorden ("Ordine delle donne tedesche"), che nacque nel 1926. La NS-Frauenschaft venne invece fondata nel 1931 dall'aggregazione di varie associazioni, fra cui l'appena citata Deutscher Frauenorden. Il primo relatore dell'organizzazione fu Guida Diehl. Nel 1932, l'organizzazione aveva 110.000 membri tra le sue file, mentre alla fine dell'anno seguente il loro numero salì a un milione e mezzo. Nel 1938, la NS-Frauenschaft raggiunse un totale di due milioni di iscritti, che corrispondevano al 40% del totale dei membri del partito nazista. Dal mese di febbraio del 1934 fino al 1945, anno della fine della seconda guerra mondiale, la Lega nazionalsocialista venne guidata da Gertrud Scholtz-Klink, che aveva così assunto il titolo di Reichsfrauenführerin ("guida delle donne del Reich").

## Caratteristiche
La NS-Frauenschaft era sotto il diretto controllo del partito nazionalsocialista, ed era composta da ragazze e giovani donne che rientravano nella giurisdizione della Lega delle ragazze tedesche. All'interno della NS-Frauenschaft, le donne imparavano a usare prodotti come il burro e il rayon, partecipavano a corsi, e venivano educate a usare merci di fabbricazione tedesca per rispettare i prerequisiti di auto-sufficienza a cui doveva venire incontro l'economia del Terzo Reich. Durante la guerra, la NS-Frauenschaft forniva anche rinfreschi nelle stazioni ferroviarie, recuperava rottami metallici e altri materiali a fini utilitaristici, gestiva corsi di cucina, e stanziava i domestici arruolati nell'est della Germania a famiglie numerose. La NS-Frauenschaft divenne la principale organizzazione di propaganda femminile della Germania nazista. Nel corso della sua attività, la NS-Frauenschaft gestiva anche una rivista bisettimanale intitolata NS-Frauen-Warte. Numerosi appartenenti al NSF collaborarono con il Nationalsozialistische Volkswohlfahrt (NSV) e il Winterhilfswerk-nelle vesti di "corpo ausiliare femminile".